# Steamboat-Geysir

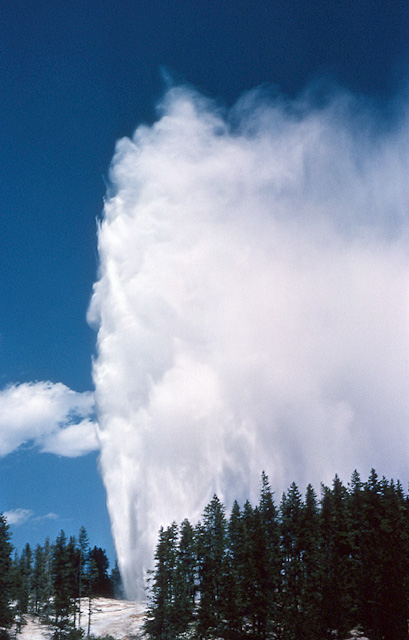
Steamboat-Geysir

Der Steamboat-Geysir (englisch Steamboat Geyser) ist der derzeit größte aktive Geysir der Welt. Er befindet sich im Norris-Geysir-Becken im Yellowstone-Nationalpark in den USA auf einer Höhe von 2303 m. Der Steamboat-Geysir verfügt über zwei etwa fünf Meter voneinander entfernte Mündungen.

## Allgemeines
Die Wasserfontäne kann eine Höhe von über 90 Meter erreichen. Die höchste je gemessene Auswurfhöhe beträgt 130 Meter. Ein Ausbruch dauert 3 bis 40 Minuten, anschließend kann der Geysir bis zu zwei Tage Wasserdampf auswerfen. Die Haupteruptionen erfolgen unregelmäßig; zwischen zwei solchen Ausbrüchen können vier Tage bis 50 Jahre liegen, der Geysir hat völlig unregelmäßige und unvorhersagbare Intervalle. Dazwischen gibt es immer wieder kleinere Ausbrüche von 3 bis 5 Metern Höhe. Zwischen 1911 und 1961 war der Geysir inaktiv. Zwischen 1991 und 2000 gab es keine Haupteruption, allerdings neun kleinere völlig unregelmäßig von Mai 2000 bis September 2014. Nach fast vier Jahren Pause ereignet sich seit dem 15. März 2018 wieder relativ regelmäßig ein Ausbruch, diese Phase dauert bis heute an. Seit 2018 befindet sich der Geysir in der aktivsten Phase seit Beginn der Beobachtung.
In der Geschichte des Yellowstone Nationalparks erreichten nur zwei Geysire größere Höhen als die des Steamboat-Geysirs: Der Excelsior-Geysir im mittleren Geysir-Becken und der Sapphire Pool im Biscuit Basin.
Der weltweit größte Geysir war der zwischen 1900 und 1904 aktive Waimangu-Geysir in Neuseeland mit bis 460 Meter Wurfhöhe.

## Aktuelle Aktivität
Die letzten Hauptausbrüche des Steamboat-Geysirs seit Anfang 2022 und der jeweilige Abstand zum vorherigen Ausbruch (Stand 15. April 2025):

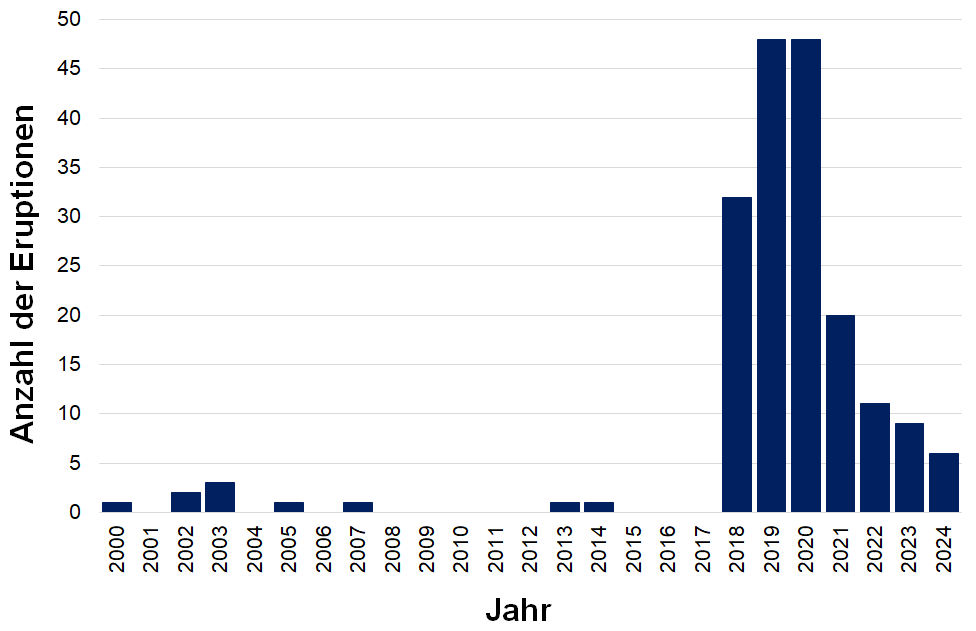
Steamboat Geysir Eruptionen 2000–2023

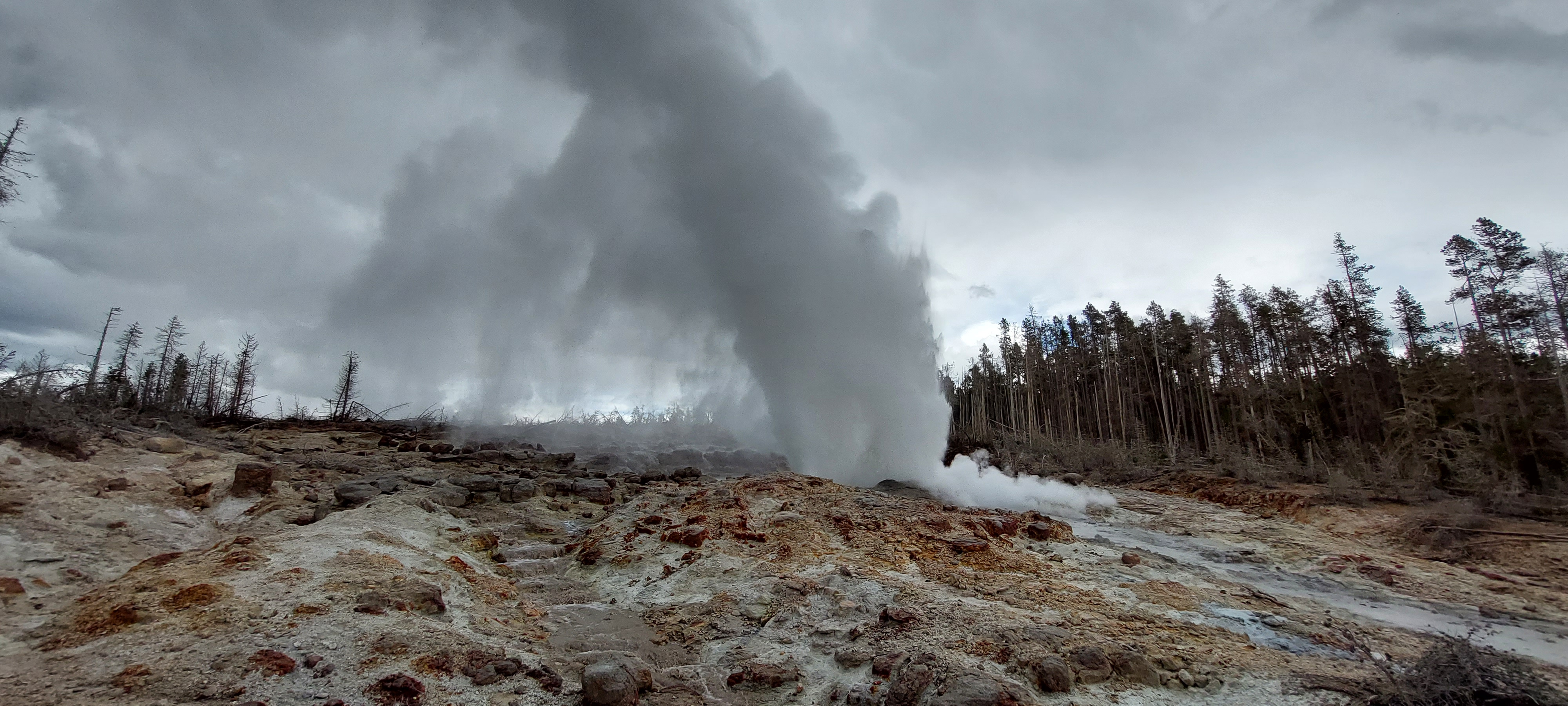
Ausbruch des Steamboat Geysirs am 18. September 2022 um 15:26

- 23. Jan. 2022 (38 Tage)
- 14. Feb. 2022 (22 Tage)
- 04. März 2022 (17 Tage)
- 30. März 2022 (26 Tage)
- 04. Mai 2022 (34 Tage)
- 23. Mai 2022 (19 Tage)
- 10. Juni 2022 (18 Tage)
- 20. Juni 2022 (10 Tage)
- 18. Sep. 2022 (89 Tage)
- 05. Nov. 2022 (47 Tage)
- 06. Dez. 2022 (31 Tage)
- 05. Jan. 2023 (29 Tage)
- 28. Jan. 2023 (23 Tage)
- 11. März 2023 (42 Tage)
- 07. Mai 2023 (57 Tage)
- 09. Juni 2023 (33 Tage)
- 25. Aug. 2023 (78 Tage)
- 08. Okt. 2023 (43 Tage)
- 13. Nov. 2023 (36 Tage)
- 30. Dez. 2023 (47 Tage)
- 26. Feb. 2024 (57 Tage)
- 03. April 2024 (37 Tage)
- 30. Mai 2024 (56 Tage)
- 15. Juli 2024 (46 Tage)
- 07. Okt. 2024 (83 Tage)
- 23. Nov. 2024 (47 Tage)
- 03. Feb. 2025 (72 Tage)
- 14. April 2025 (70 Tage)

## Historische Aktivität
Aufgelistet ist hier die Anzahl der beobachten Haupteruptionen des Steamboat-Geysirs seit 1878. Insbesondere zu Beginn der Zeitserie ist die Unsicherheit in der Anzahl groß.
| 1878 | 2 | 1961 | 1  | 1978 | 2  | 1989 | 3  | 2000 | 1  | 2013 | 1 | 2022 | 11 |
| 1890 | 1 | 1962 | 7  | 1979 | 1  | 1990 | 1  |      |    | 2014 | 1 | 2023 | 9  |
| 1891 | 1 | 1963 | 26 |      |    | 1991 | 1  | 2002 | 2  |      |   | 2024 | 6  |
| 1892 | 1 | 1964 | 29 |      |    | 2003 | 3  | 2025 | 2  |      |   |      |    |
| 1894 | 1 | 1965 | 22 | 1982 | 23 |      |    |      |    |      |   |      |    |
|      |   | 1966 | 10 | 1983 | 12 | 2005 | 1  | 2018 | 32 |      |   |      |    |
| 1902 | 1 | 1967 | 3  | 1984 | 5  |      |    | 2019 | 48 |      |   |      |    |
|      |   | 1968 | 3  |      |    | 2020 | 47 |      |    |      |   |      |    |
| 1911 | 1 | 1969 | 2  | 2021 | 19 |      |    |      |    |      |   |      |    |